# Cerkasî, Kovel
Cerkasî (în ucraineană Черкаси) este un sat în comuna Moșcena din raionul Kovel, regiunea Volînia, Ucraina.

## Demografie
Componența lingvistică a localității Cerkasî
     Ucraineană (96,99%)
     Rusă (1,2%)
Conform recensământului din 2001, majoritatea populației localității Cerkasî era vorbitoare de ucraineană (96,99%), existând în minoritate și vorbitori de rusă (1,2%).